# Kościół św. Michała Archanioła w Osetnie
Kościół św. Michała Archanioła w Osetnie – parafialny kościół rzymskokatolicki zlokalizowany w Osetnie (powiat górowski, województwo dolnośląskie).

## Historia
Pierwsze wzmianki o parafii we wsi pochodzą z 1289 i z 1302 (wspomnienie o proboszczu). Pierwotny kościół powstał najpewniej w drugiej połowie XIII wieku. Był on w późniejszych czasach przebudowywany, m.in. w XV wieku. Podczas reformacji obiekt przejęli protestanci. W 1491 świątynia zyskała drewniany ołtarz o bogatym programie rzeźbiarskim ze scenami Ukrzyżowania i Ostatniej Wieczerzy. W tym samym roku zawieszono dzwon. W 1498 dobudowano kaplicę z portalem (autorem był Ernst Tschammer), natomiast w 1510 został ufundowany drugi (mniejszy) dzwon. Około 1550 do kościoła dobudowano kaplicę rodową Tschammerów (z kryptą i lożą kolatorską), w której umieszczono zdobione epitafia. W tym okresie obiekt przystosowano do potrzeb liturgicznych luteran. Melchior Heintz był autorem renesansowej ambony zbudowanej w 1622.
W 1653 świątynia powróciła w ręce katolików. W 1862 dobudowano wieżę. W 1925 przeprowadzono remont wnętrza z likwidacją dawnego wystroju. W 1957 erygowano we wsi parafię. W latach 1970–1971 wymalowano wnętrze oraz wyremontowano kościół z zewnątrz.

## Architektura
Świątynia jest murowana (kamień i cegła), jednonawowa, położona na wzniesieniu, przy drodze do Góry. Otacza ją mur z kamienia polnego. Od strony zachodniej do korpusu nawowego, na jego osi dobudowana jest wieża o pięciu kondygnacjach. Jej elewacja jest oblicowana cegłą klinkierową. Przykryto ją ostrosłupowym hełmem.

## Wyposażenie
Obiekt ma zachowane bogate wyposażenie, m.in. późnogotycki portal do kaplicy zamknięty łukiem z datą 1498. Wyryto na nim długą inskrypcję i wyrzeźbiono cztery herby szlacheckie. W krypcie pod kaplicą znajdują się liczne manierystyczne epitafia rodziny von Stosch i von Haugwitz. W prezbiterium, kaplicy i nawie widoczne są części polichromii (lata 70. XVI wieku). Innym cennym zabytkiem jest manierystyczna ambona. Od zewnątrz, do jednej ze ścian przymocowana jest kolejna płyta nagrobna.

## Galeria

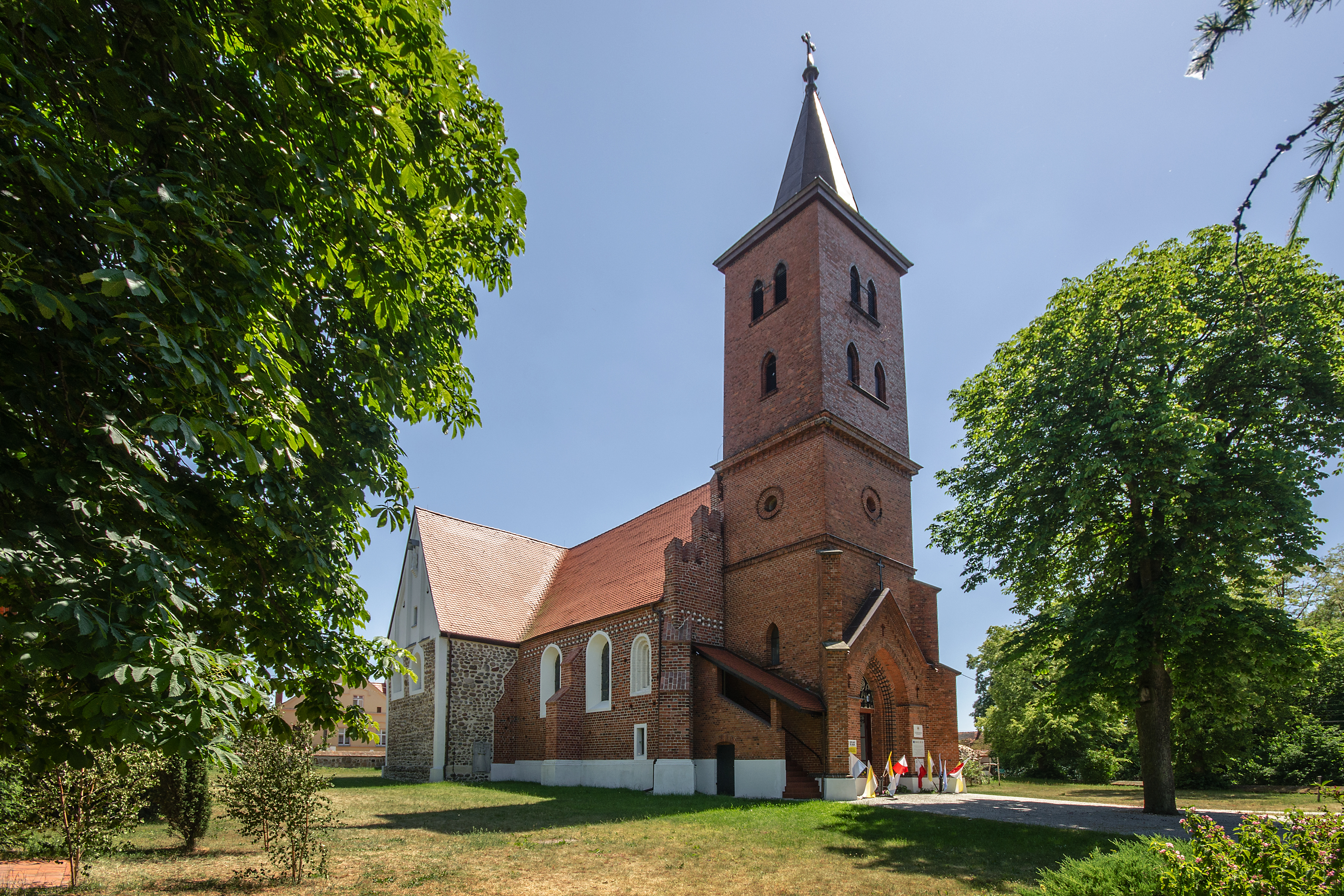
Widok od strony wieży
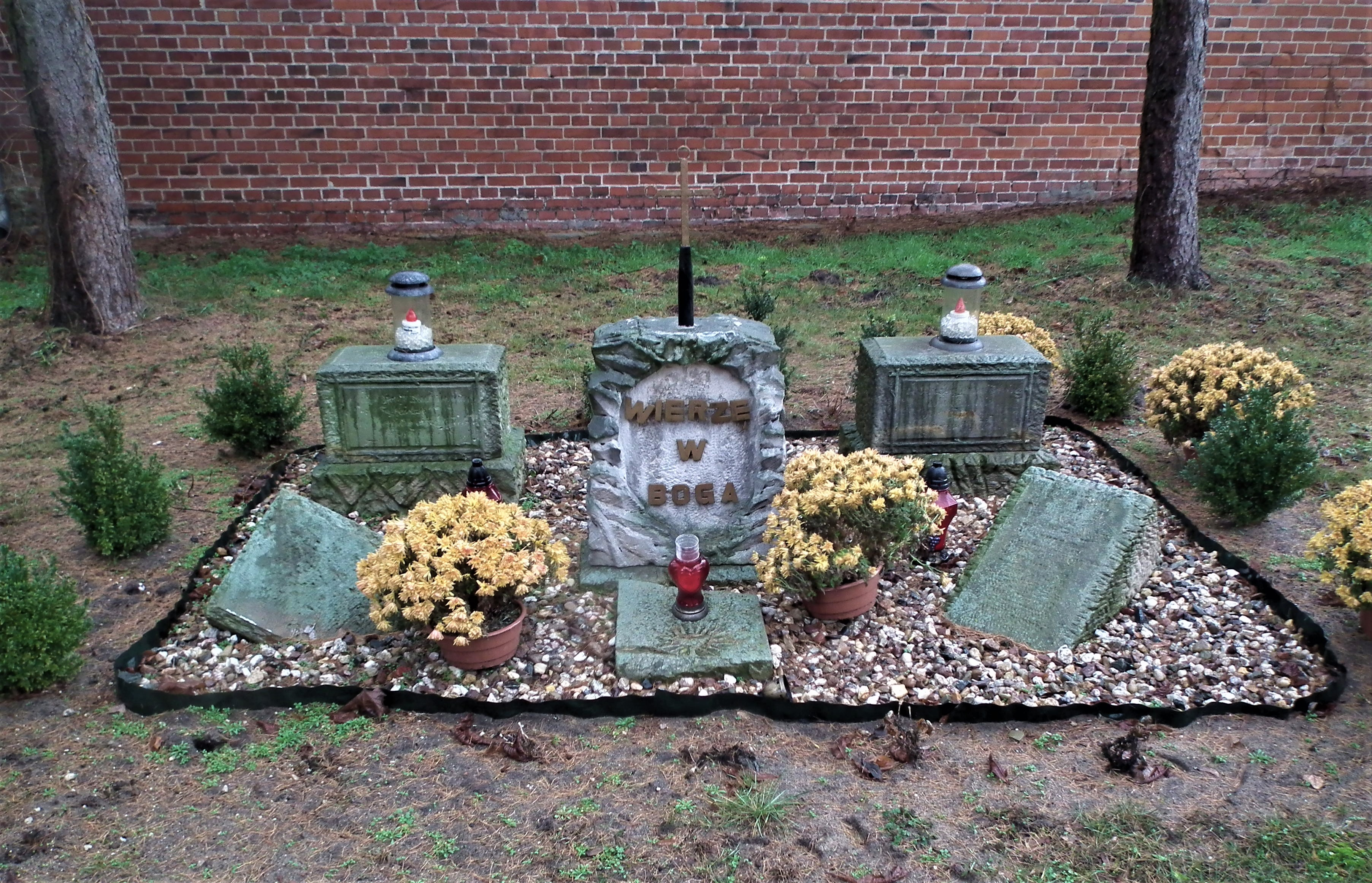
Zachowane nagrobki w lapidarium
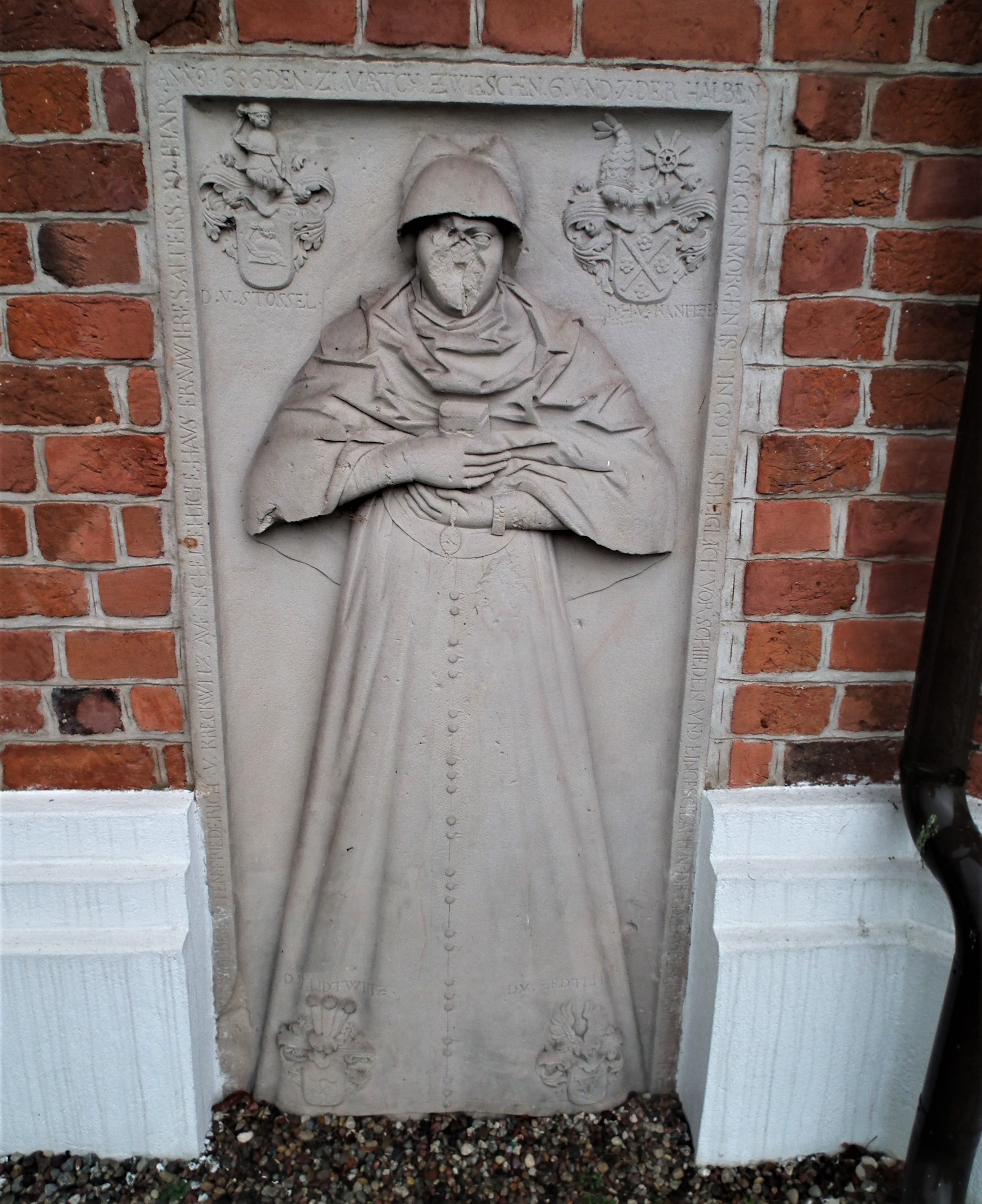
Płyta nagrobna przy elewacji zewnętrznej